# Artamella viridis
El vanga cabeciblanco (Artamella viridis) es una especie de ave en la familia Vangidae. Es monotipo en el género Artamella.

## Distribución y hábitat
Es endémica de Madagascar. Sus hábitats naturales son los bosques secos subtropicales o tropicales, los bosques bajos húmedos subtropicales o tropicales, y los bosques montanos húmedos subtropicales o tropicales.